# Shidunhexiang (ort i Kina, Shaanxi, lat 33,40, long 108,07)
Shidunhexiang är en ort i Kina. Den ligger i provinsen Shaanxi, i den nordvästra delen av landet, omkring 120 kilometer sydväst om provinshuvudstaden Xi'an. Antalet invånare är 1 658. Befolkningen består av 751 kvinnor och 907 män. Barn under 15 år utgör 11,0 %, vuxna 15-64 år 77 %, och äldre över 65 år 11,0 %.
Runt Shidunhexiang är det ganska tätbefolkat, med 108 invånare per kvadratkilometer. Närmaste större samhälle är Fuping Xian, 16,4 km nordväst om Shidunhexiang. I omgivningarna runt Shidunhexiang växer i huvudsak lövfällande lövskog.
Genomsnittlig årsnederbörd är 1 075 millimeter. Den regnigaste månaden är juli, med i genomsnitt 217 mm nederbörd, och den torraste är december, med 2 mm nederbörd.